# Trofeo Matteotti 1958
Il Trofeo Matteotti 1958, tredicesima edizione della corsa, si svolse il 20 agosto 1958 su un percorso di 181 km. La vittoria fu appannaggio dell'italiano Ercole Baldini, che completò il percorso in 4h39'54", precedendo i connazionali Aldo Moser e Nello Fabbri.

## Ordine d'arrivo (Top 10)
| Pos. | Corridore        | Squadra                        | Tempo    |
| ---- | ---------------- | ------------------------------ | -------- |
| 1    | Ercole Baldini   | Legnano                        | 4h39'54" |
| 2    | Aldo Moser       | Calì Broni-Girardengo-Libertas | s.t.     |
| 3    | Nello Fabbri     | Legnano                        | a 1'44"  |
| 4    | Gino Guerrini    | Asborno                        | s.t.     |
| 5    | Enrico Paoletti  | Torpado                        | s.t.     |
| 6    | Cleto Maule      | Torpado                        | a 2'45"  |
| 7    | Adriano Zamboni  | Torpado                        | s.t.     |
| 8    | Giorgio Albani   | Legnano                        | s.t.     |
| 9    | Bruno Monti      | Mondia                         | s.t.     |
| 10   | Roberto Falaschi | Legnano                        | s.t.     |